# Stockholmská univerzita
Stockholmská univerzita (šv. Stockholms universitet) je univerzita v hlavním městě Švédska Stockholmu. Sestává ze čtyř fakult: humanistické, společenskovědní, právnické a matematicko-přírodovědní. Pod názvem Stockholms högskola (Stockholmská vysoká škola) byla založena v roce 1878. Současný název a status univerzity nese od roku 1960.